# Sanctuaire marial de Louda
Le sanctuaire marial de Louda est un lieu de culte catholique, construit à partir de 1979, près de la ville de Kaya au Burkina Faso. Ce lieu de dévotion à la Vierge Marie a été consacré au Cœur immaculé de Marie, s'est transformé en « Notre-Dame de Louda ». Il est très vite devenu un lieu de pèlerinage diocésain important, sous l'impulsion de son fondateur, Mgr Guirma, premier évêque de ce diocèse.

## Historique
Ce sanctuaire marial de Louda a été créé à l'initiative de Mgr Constantin Guirma, premier évêque du diocèse de Kaya, quelques années après son installation et la fondation de son diocèse. Ce sanctuaire est situé au sud de la ville de Kaya, à quelques kilomètres de la ville. 
Ayant participé à la fondation du sanctuaire marial de Yagma quelques années plus tôt, Mgr Guirma, souhaite établir un lieu de pèlerinage pour les fidèles de son nouveau diocèse. Il trouve dans la colline de Louda, proche de la ville de Kaya, un lieu propice à l'installation d'un lieu de culte. Cette colline était déjà utilisée par les populations autochtones comme un lieu de culte pour les religions traditionnelles. L'évêque rachète le terrain dont il fait un lieu de culte marial.
En 1979, il crée ce sanctuaire en érigeant une grande croix et en installant un autel en extérieur pour y célébrer la messe. Le sanctuaire est dédié et consacré au Cœur immaculé de Marie en 1984,.
Le premier pèlerinage diocésain est organisé en 1981. Depuis cette date, tous les ans, le diocèse organise un grand pèlerinage pour prier et célébrer la Vierge immaculée qui est la patronne du diocèse,.
En 1986, une présumée voyante, Marie-Rose Kaboré, affirme avoir des apparitions de la Vierge Marie, dans ce sanctuaire, ainsi que dans le sanctuaire de Yagma. Si l'évêque de Kaya, Mgr  Guirma reconnait officiellement les diverses apparitions en 1994, l'évêque de Yagma le cardinal Zoungrana ne les reconnait pas, et condamne ces apparitions survenues dans son diocèse. En 1996, le successeur de Mgr Guirma à Kaya, Mgr Tiendrebeogo  condamne à son tour les supposées apparitions survenues dans son diocèse,,.
En 2004, les autorités religieuses célèbrent les 25 ans de la fondation du sanctuaire. C'est l'occasion d'un grand rassemblement de fidèles.